# Rote Waldameise
Die Rote Waldameise (Formica rufa) gehört zur Gattung der Waldameisen (Formica) in der Unterfamilie der Schuppenameisen (Formicinae).

## Merkmale
Kopf, Mesosoma und Stielchenglied sind überwiegend rot gefärbt. Die Gaster und die Oberseite des Kopfes sind schwarz. Wangen und Kopfschild sind schwarzbraun, wie auch die Beine, die nur an den Gelenken eine rötliche Färbung aufweisen. Die zwei deutlichen schwarzen Flecken auf Pronotum und Mesonotum sind unscharf umgrenzt.
Die Rote Waldameise ist an der Unterseite des Kopfes und am Pronotum viel deutlicher behaart als die Kahlrückige Waldameise (Formica polyctena), mit der sie sehr leicht zu verwechseln ist. So trägt sie am Pronotum mindestens 30 Borsten und an der Kopfunterseite mindestens zehn lange Haare. Das Stielchenglied ist seitlich behaart.
Die Körperlängen betragen bei der Königin neun bis elf Millimeter, den Arbeiterinnen 4,5 bis neun Millimeter und den Männchen neun bis elf Millimeter. Die Geschlechtstiere dieser Art schwärmen zwischen Mai und Juni, also etwas später als die von Formica polyctena.
Die Rote Waldameise zeichnet sich durch ihre kräftigen Mundwerkzeuge aus. Im Angriffsverhalten beißen die Waldameisen ihren Feind und spritzen Säure in die Wunde. Sie können selbst größere Tiere – wie beispielsweise eine tote Maus – gemeinsam zu ihrem Nest schleppen.

## Verbreitung und Lebensraum

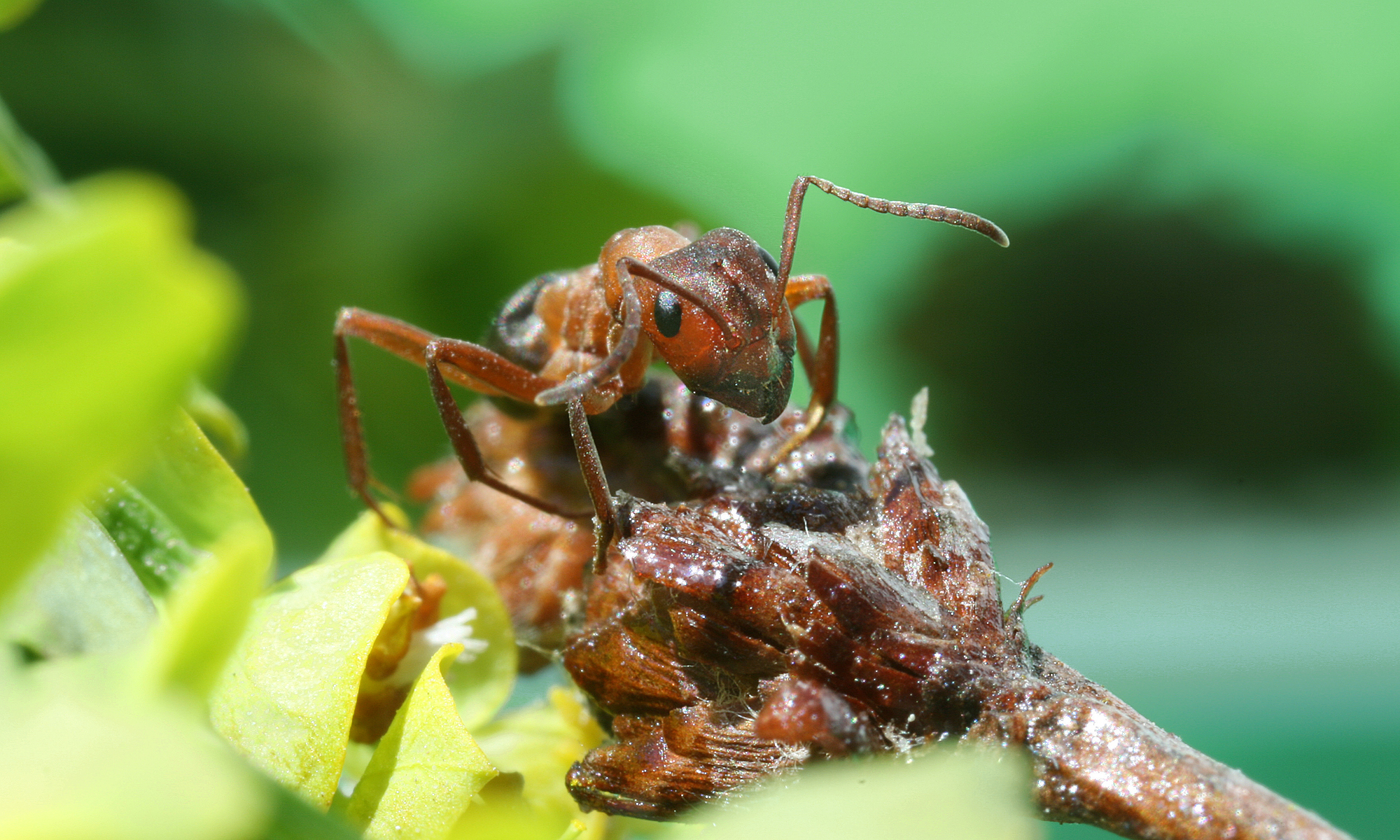
Eine Rote Waldameise auf Nahrungssuche

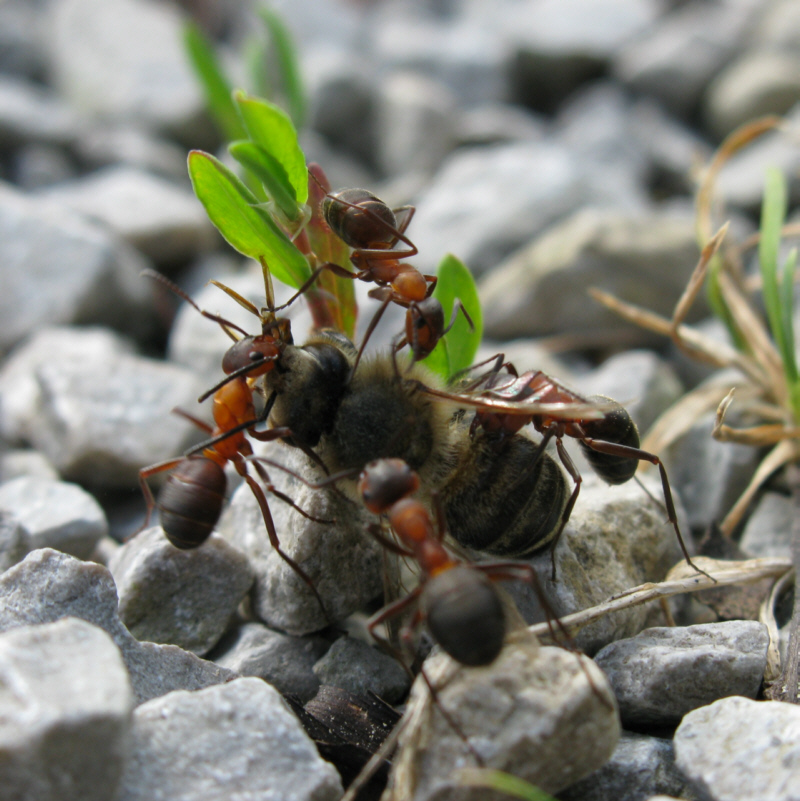
Rote Waldameisen beim Abtransport von Beute

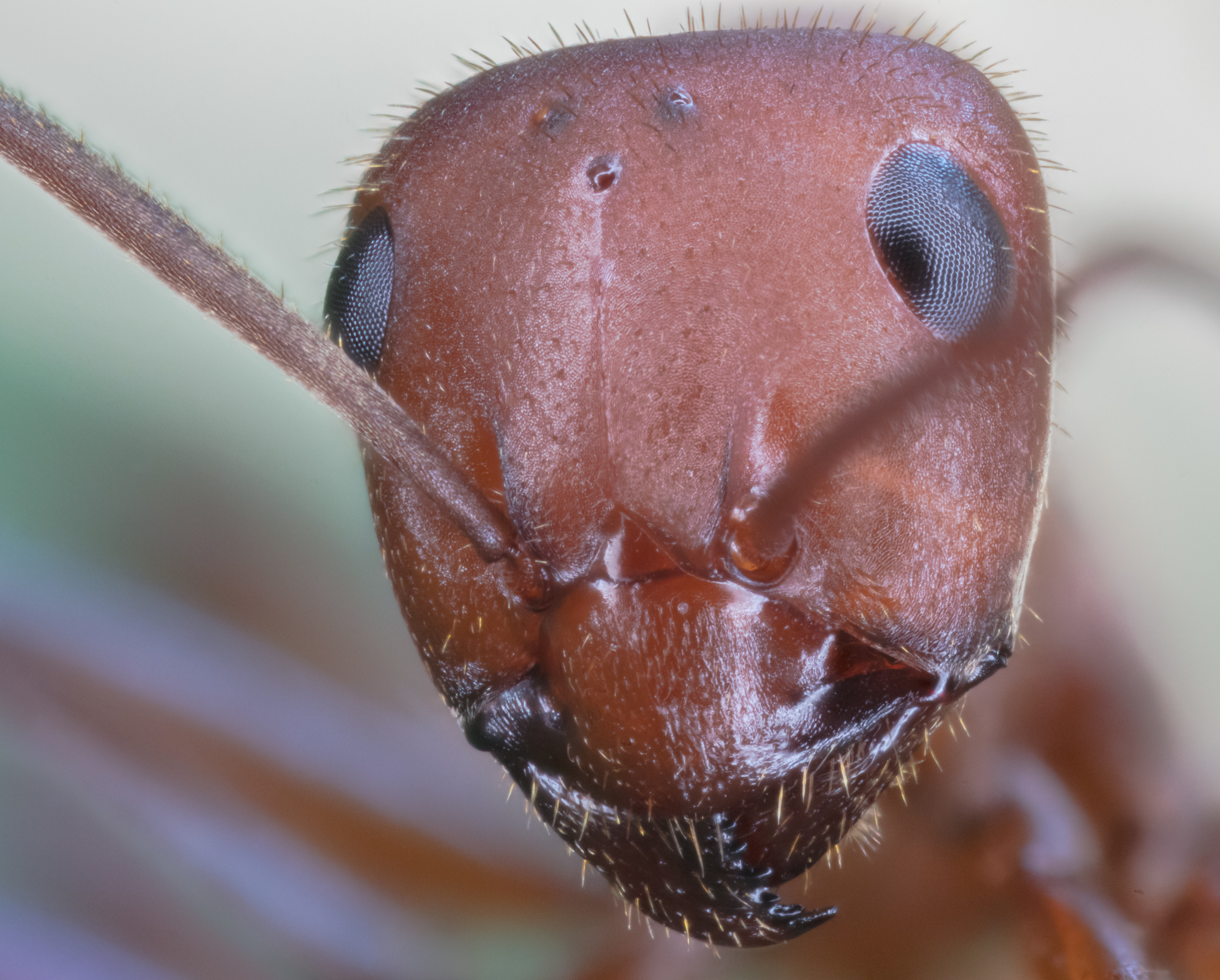
Makroaufnahme

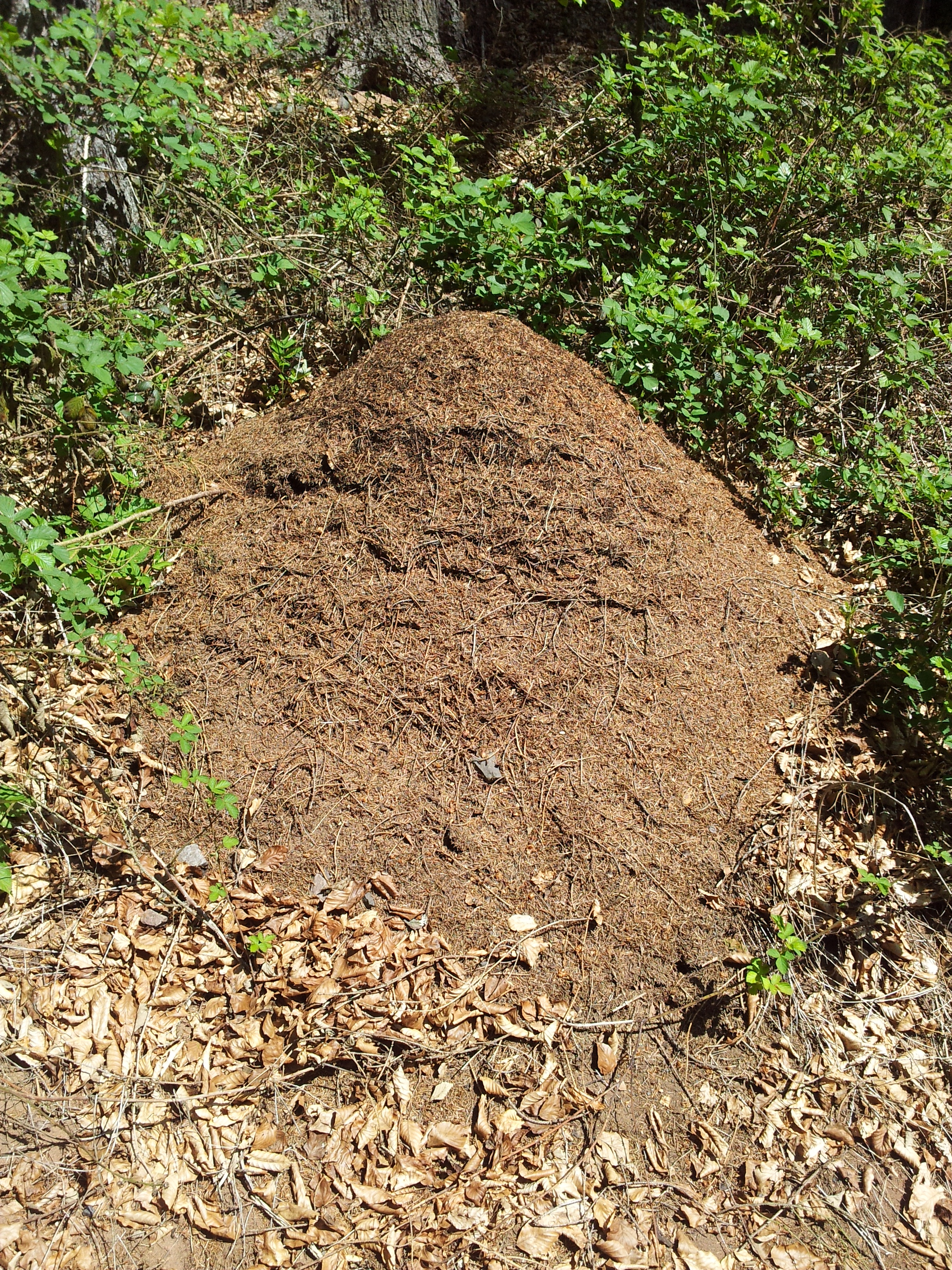
Nesthügel der Roten Waldameise

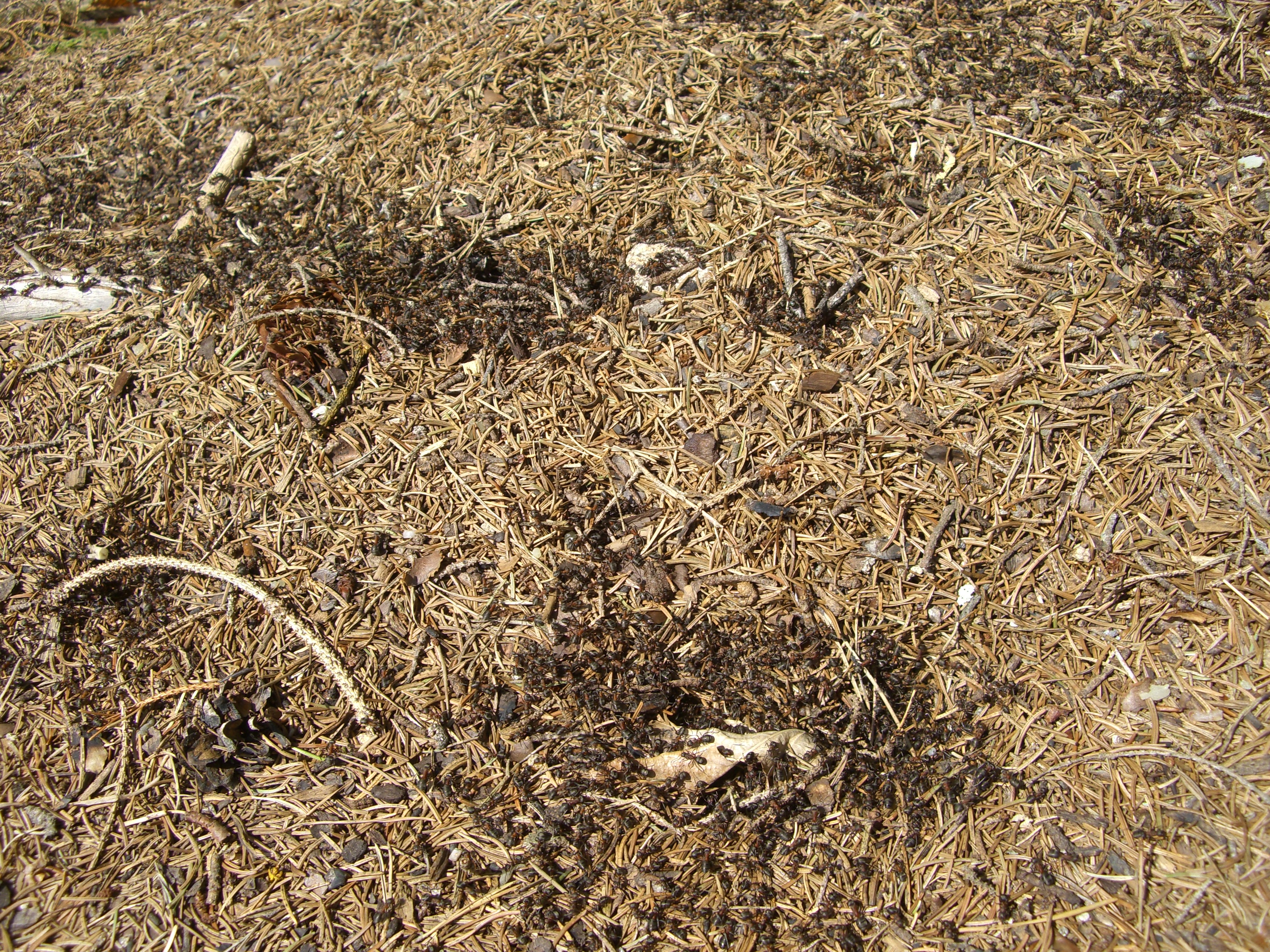
Rote Waldameisen bei der Sonnung

Sie besiedeln gut besonnte Stellen am Waldrand von Laubwäldern und Nadelwäldern aller Art. Seltener dringen sie tiefer in das Bestandsinnere vor und meiden auch schattige Fichtenwälder.
Diese Ameisenart ist von Iberien bis zum Baikalsee verbreitet und kommt darüber hinaus auch in Kleinasien sowie im Kaukasus vor. In Europa reicht das Verbreitungsgebiet von 40 Grad bis zu 63,5 Grad nördlicher Breite.

## Lebensweise
Meist bildet die Rote Waldameise große polygyne Völker und auch mehrere Nester umfassende Kolonieverbände. Es sind aber auch Völker bekannt, die über mehrere Jahre hinweg monogyn bleiben. In einem Laborexperiment wurden Belege dafür gefunden, dass die Roten Waldameisen über einen Magnetsinn verfügen.

### Nahrung
Die Rote Waldameise ernährt sich vorwiegend von Insekten, Larven, Raupen und Spinnentieren sowie von Kadavern und auch von Honigtau der Blatt- (Aphidoidea) und Schildläuse (Coccoidea). Sie nimmt aber auch gerne den Saft von Bäumen und Früchten.
Sie trägt zur Verbreitung von myrmekochoren Pflanzen wie des Lerchensporns bei, da sie von den Düften seiner öligen Samenanhängsel (Elaiosomen) angezogen wird und deren Diasporen als angemessene Nahrung in ihr Nest trägt. Sie frisst die öligen Samenanhängsel und trägt die Samen wieder aus dem Nest.

### Nestbau
Für die Nestgründung wird ein morscher Baumstumpf gesucht und in den folgenden Wochen ein Haufen aus Baumnadeln, kleinen Ästen und Moos (Feinmaterialen) zusammengetragen. Überwiegend bestehen die Streukuppen aus Fichtennadeln. Die Haufen können eine Ausdehnung und Höhe von bis zu drei Metern erreichen. Die Brut wird von den Arbeiterinnen in dem weiträumigen, stockwerkartigen Gang- und Kammersystem des Hügels je nach Wärme- und Feuchtigkeitsbedürfnis herumgetragen, damit kein Schimmel entsteht.

## Fortpflanzung
Im März legen die Königinnen im Nest pro Tag bis zu 300 Eier ab. Aus diesen schlüpfen später weibliche Geschlechtstiere mit Flügeln. Diese Tiere werden von den Arbeiterinnen mit besonderem Futter ernährt, das die später schlüpfenden Arbeiterinnen nicht mehr bekommen. Soll eine Königin aus einer Larve entstehen, erhält sie ein spezielles Unterlippenspeicheldrüsensekret. So entscheidet sich in den ersten Tagen durch die Hormone im Futter, ob aus der Larve eine Arbeiterin oder eine Königin wird. Kurze Zeit nach dem Schlüpfen beginnt der Hochzeitsflug der neuen Generation. Nach diesem beginnt die Suche der begatteten Weibchen nach einem Bau. Sie besiedeln entweder schon vorhandene Nester oder gründen gemeinsam ein neues, wobei sie auf Hilfsameisen angewiesen sind. Erst wenn eine Arbeiterinnengeneration herangewachsen ist, legt die Königin nur noch Eier. Bei der Begattung erhält das Weibchen Samen für ihr ganzes Leben, die in einer Samentasche aufbewahrt werden. Bei der Eiablage kann das Weibchen so die Eier selbst befruchten und es entwickeln sich Arbeiterinnen aus diesen, oder es legt unbefruchtete Eier ab, aus denen Männchen schlüpfen. Sie überwintert, wie alle Waldameisen, ohne ihre Entwicklungsstadien, das heißt, während der Winterstarre befinden sich nur Königinnen und Arbeiterinnen im Nest.

## Arbeitsteilung
Im Ameisenstaat gibt es eine ausgeprägte Arbeitsteilung. Man findet unterschiedliche Formen von Ameisen, die an ihre jeweiligen Aufgaben angepasst sind. Am zahlreichsten sind unfruchtbare Formen von Ameisen ohne Flügel, die Arbeiterinnen. Ein Ameisenvolk hat auch einige hundert fruchtbare Weibchen – die Königinnen. Im Juni kann man geflügelte Männchen sehen. Sie paaren sich auf einem Hochzeitsflug. Bei der Begattung erhält die Königin einen Spermienvorrat, der für ihre etwa 20-jährige Lebenszeit reicht. Da die Männchen danach keine wichtige Rolle mehr für den Ameisenstaat spielen, werden sie aus dem Staat vertrieben und sterben nach nicht allzu langer Zeit. Die Königinnen streifen ihre Flügel an vorhandenen Sollbruchstellen ab und kehren in ihr Nest zurück.

## Gefährdung und Schutz
Die Roten Waldameisen werden von der International Union for Conservation of Nature IUCN in der Ausgabe 2009 der Roten Liste gefährdeter Arten als gering gefährdet (Low Risk/Near Threatened) geführt.
Sie und ihre Nester sind in Deutschland nach der Bundesartenschutzverordnung besonders geschützt und stehen laut der Roten Liste gefährdeter Arten Deutschlands auf der Vorwarnliste (Kategorie V). Einzelne Bundesländer Deutschlands beurteilen die Situation unterschiedlich. Die Gefährdungssituation divergiert zwischen „nicht gefährdet“ über „gefährdet“ bis zur Einreihung in eine Vorwarnliste. Die Schweiz beurteilt sie in der Roten Liste gefährdeter Tierarten/Ausgabe 1994 als potenziell gefährdet (Kategorie 4).